# Grand Prix Belgie 1977
Grand Prix Belgie 1977 (oficiálně XXXV GROTE PRIJS VAN BELGIE) se jela na okruhu Zolder v Limburk v Belgii dne 5. června 1977. Závod byl sedmým v pořadí v sezóně 1977 šampionátu Formule 1.

## Kvalifikace
| Poř. | No. | Jezdec             | Konstruktér        | Čas     | Ztráta |
| ---- | --- | ------------------ | ------------------ | ------- | ------ |
| 1    | 5   | Mario Andretti     | Lotus-Ford         | 1.24.64 | —      |
| 2    | 7   | John Watson        | Brabham-Alfa Romeo | 1.26.18 | +1.54  |
| 3    | 6   | Gunnar Nilsson     | Lotus-Ford         | 1.26.45 | +1.81  |
| 4    | 20  | Jody Scheckter     | Wolf-Ford          | 1.26.48 | +1.84  |
| 5    | 4   | Patrick Depailler  | Tyrrell-Ford       | 1.26.71 | +2.07  |
| 6    | 2   | Jochen Mass        | McLaren-Ford       | 1.26.81 | +2.17  |
| 7    | 12  | Carlos Reutemann   | Ferrari            | 1.26.85 | +2.21  |
| 8    | 3   | Ronnie Peterson    | Tyrrell-Ford       | 1.26.95 | +2.31  |
| 9    | 1   | James Hunt         | McLaren-Ford       | 1.27.04 | +2.40  |
| 10   | 26  | Jacques Laffite    | Ligier-Matra       | 1.27.05 | +2.41  |
| 11   | 11  | Niki Lauda         | Ferrari            | 1.27.11 | +2.47  |
| 12   | 19  | Vittorio Brambilla | Surtees-Ford       | 1.27.23 | +2.59  |
| 13   | 22  | Clay Regazzoni     | Ensign-Ford        | 1.27.28 | +2.64  |
| 14   | 37  | Arturo Merzario    | March-Ford         | 1.27.33 | +2.69  |
| 15   | 16  | Riccardo Patrese   | Shadow-Ford        | 1.27.35 | +2.71  |
| 16   | 28  | Emerson Fittipaldi | Fittipaldi-Ford    | 1.27.47 | +2.83  |
| 17   | 17  | Alan Jones         | Shadow-Ford        | 1.27.55 | +2.91  |
| 18   | 8   | Hans-Joachim Stuck | Brabham-Alfa Romeo | 1.27.75 | +3.11  |
| 19   | 24  | Rupert Keegan      | Hesketh-Ford       | 1.28.02 | +3.38  |
| 20   | 31  | David Purley       | LEC-Ford           | 1.28.10 | +3.46  |
| 21   | 10  | Ian Scheckter      | March-Ford         | 1.28.50 | +3.86  |
| 22   | 30  | Brett Lunger       | McLaren-Ford       | 1.28.51 | +3.87  |
| 23   | 18  | Larry Perkins      | Surtees-Ford       | 1.28.53 | +3.89  |
| 24   | 27  | Patrick Nève       | March-Ford         | 1.28.67 | +4.03  |
| 25   | 25  | Harald Ertl        | Hesketh-Ford       | 1.29.02 | +4.38  |
| 26   | 34  | Jean-Pierre Jarier | Penske-Ford        | 1.29.11 | +4.47  |
| DNQ  | 33  | Boy Hayje          | March-Ford         | 1.29.46 | +4.82  |
| DNQ  | 36  | Emilio de Villota  | McLaren-Ford       | 1.30.12 | +5.48  |
| DNQ  | 9   | Alex-Dias Ribeiro  | March-Ford         | 1.30.24 | +5.60  |
| DNQ  | 35  | Conny Andersson    | BRM                | 1.30.24 | +5.60  |
| DNQ  | 38  | Bernard de Dryver  | March-Ford         | 1.30.42 | +5.78  |
| DNQ  | 39  | Héctor Rebaque     | Hesketh-Ford       | 1.33.30 | +8.66  |

## Závod
| Poř.   | No. | Jezdec             | Konstruktér        | Počet kol | Čas/Odstoupení | Pořadí na startu | Body |
| ------ | --- | ------------------ | ------------------ | --------- | -------------- | ---------------- | ---- |
| 1      | 6   | Gunnar Nilsson     | Lotus-Ford         | 70        | 1:55:05.71     | 3                | 9    |
| 2      | 11  | Niki Lauda         | Ferrari            | 70        | + 14.19        | 11               | 6    |
| 3      | 3   | Ronnie Peterson    | Tyrrell-Ford       | 70        | + 19.95        | 8                | 4    |
| 4      | 19  | Vittorio Brambilla | Surtees-Ford       | 70        | + 24.98        | 12               | 3    |
| 5      | 17  | Alan Jones         | Shadow-Ford        | 70        | + 1:15.47      | 17               | 2    |
| 6      | 8   | Hans-Joachim Stuck | Brabham-Alfa Romeo | 69        | + 1 kolo       | 18               | 1    |
| 7      | 1   | James Hunt         | McLaren-Ford       | 69        | + 1 kolo       | 9                |      |
| 8      | 4   | Patrick Depailler  | Tyrrell-Ford       | 69        | + 1 kolo       | 5                |      |
| 9      | 25  | Harald Ertl        | Hesketh-Ford       | 69        | + 1 kolo       | 25               |      |
| 10     | 27  | Patrick Nève       | March-Ford         | 68        | + 2 kola       | 24               |      |
| 11     | 34  | Jean-Pierre Jarier | Penske-Ford        | 68        | + 2 kola       | 26               |      |
| 12     | 18  | Larry Perkins      | Surtees-Ford       | 67        | + 3 kola       | 23               |      |
| 13     | 31  | David Purley       | LEC-Ford           | 67        | + 3 kola       | 20               |      |
| 14     | 37  | Arturo Merzario    | March-Ford         | 65        | + 5 kol        | 14               |      |
| NC     | 33  | Boy Hayje          | March-Ford         | 63        | + 7 kol        | 27               |      |
| Ret    | 20  | Jody Scheckter     | Wolf-Ford          | 62        | Motor          | 4                |      |
| Ret    | 2   | Jochen Mass        | McLaren-Ford       | 39        | Nehoda         | 6                |      |
| Ret    | 26  | Jacques Laffite    | Ligier-Matra       | 32        | Motor          | 10               |      |
| Ret    | 22  | Clay Regazzoni     | Ensign-Ford        | 29        | Motor          | 13               |      |
| Ret    | 12  | Carlos Reutemann   | Ferrari            | 14        | Nehoda         | 7                |      |
| Ret    | 24  | Rupert Keegan      | Hesketh-Ford       | 14        | Nehoda         | 19               |      |
| Ret    | 16  | Riccardo Patrese   | Shadow-Ford        | 12        | Nehoda         | 15               |      |
| Ret    | 10  | Ian Scheckter      | March-Ford         | 8         | Nehoda         | 21               |      |
| Ret    | 28  | Emerson Fittipaldi | Fittipaldi-Ford    | 2         | Elektronika    | 16               |      |
| Ret    | 5   | Mario Andretti     | Lotus-Ford         | 0         | Kolize         | 1                |      |
| Ret    | 7   | John Watson        | Brabham-Alfa Romeo | 0         | Kolize         | 2                |      |
| DNQ    | 36  | Emilio de Villota  | McLaren-Ford       |           |                |                  |      |
| DNQ    | 9   | Alex Ribeiro       | March-Ford         |           |                |                  |      |
| DNQ    | 35  | Conny Andersson    | BRM                |           |                |                  |      |
| DNQ    | 38  | Bernard de Dryver  | March-Ford         |           |                |                  |      |
| DNQ    | 39  | Héctor Rebaque     | Hesketh-Ford       |           |                |                  |      |
| Zdroj: |     |                    |                    |           |                |                  |      |

## Průběžné pořadí po závodě
Pohár jezdců
| Pořadí | Jezdec           | Body |
| ------ | ---------------- | ---- |
| 1      | Jody Scheckter   | 32   |
| 2      | Niki Lauda       | 31   |
| 3      | Carlos Reutemann | 23   |
| 4      | Mario Andretti   | 22   |
| 5      | Gunnar Nilsson   | 13   |
| Zdroj: |                  |      |

Pohár konstruktérů
| Pořadí | Konstruktér  | Body |
| ------ | ------------ | ---- |
| 1      | Ferrari      | 46   |
| 2      | Lotus-Ford   | 33   |
| 3      | Wolf-Ford    | 32   |
| 4      | McLaren-Ford | 15   |
| 5      | Tyrrell-Ford | 11   |
| Zdroj: |              |      |